# Historia territorial de la Unión Soviética

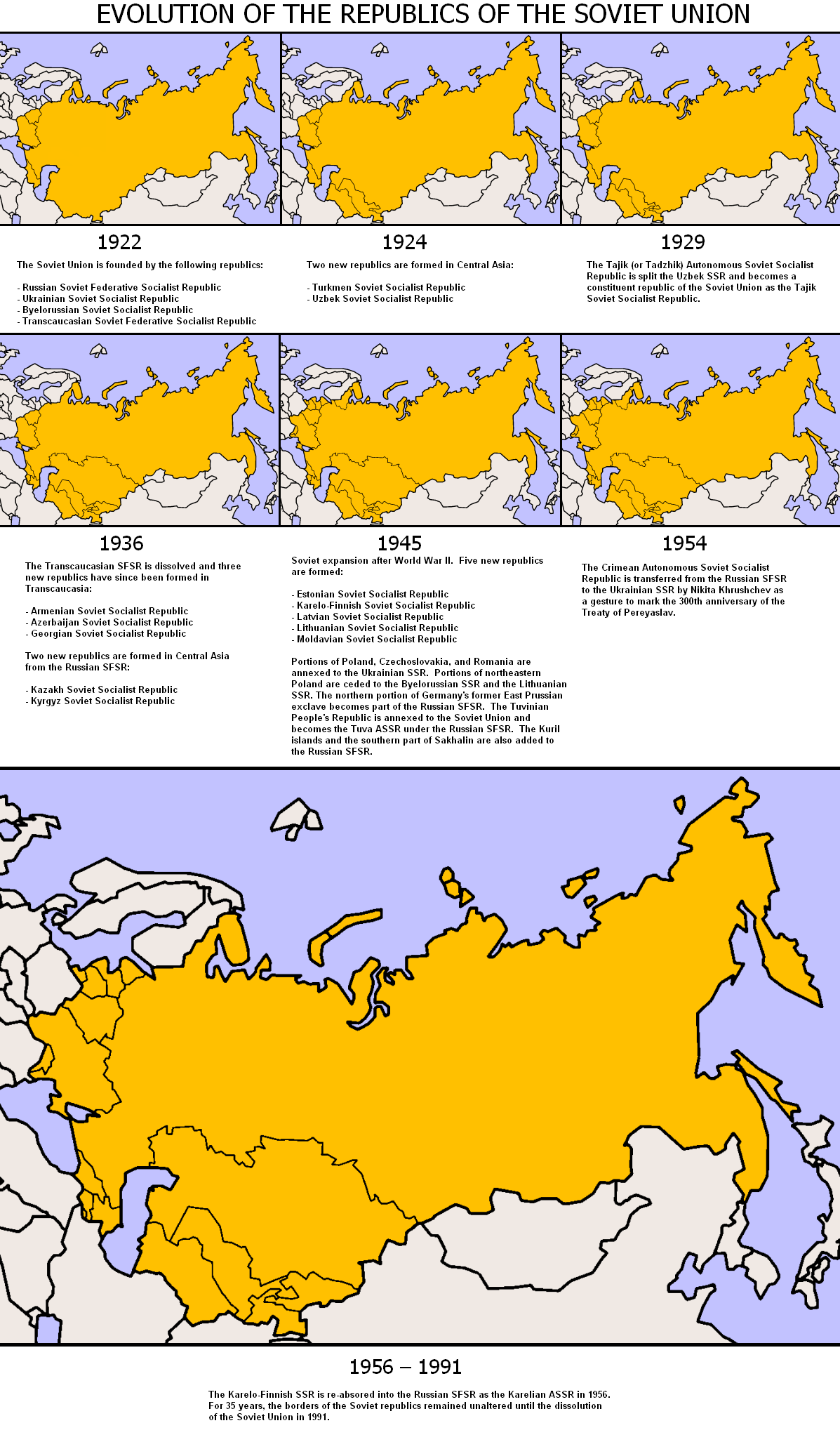
La evolución territorial de la Unión Soviética a lo largo del tiempo, con la cantidad de repúblicas correspondientes a cada año.

La historia territorial de la Unión Soviética fue la evolución histórica de división administrativa de dicho país desde su fundación en 1922 hasta su disolución en 1991, de acuerdo con el cual se construyó y funcionó el sistema de autoridades y administración.
El Tratado de Creación de la Unión Soviética fue firmado en diciembre de 1922 por cuatro repúblicas fundadoras, la RSFS de Rusia, RSFS de Transcaucasia, RSS de Ucrania y la RSS de Bielorrusia. En 1924, durante la delimitación nacional en Asia Central, las RSS de Uzbekistán y de Turkmenistán fueron constituidas de partes de la RSFS de Rusia, que eran la RASS de Turkestán y dos dependencias soviéticas, la RSS de Corasmia y la RPS de Bujará. En 1929, la RSS de Tayikistán se separó de la RSS de Uzbekistán. Con la Constitución de 1936, los constituyentes de la RSFS de Transcaucasia, concretamente las RSS de Georgia, Armenia y Azerbaiyán, fueron elevados a repúblicas de la unión, mientras que las RSS de Kazajistán y Kirguistán fueron separadas de la RSFSR. En agosto de 1940, la Unión formó la RSS de Moldavia de partes de la RSS de Ucrania y de la Besarabia anexionada desde Rumania. También anexó los Estados bálticos como las RSS de Estonia, Letonia y Lituania. La RASS de Carelia fue ascendida a república federada separada de la RSFSR como la RSS Carelo-Finesaen marzo de 1940, aunque le fue regresado su estatus como república autónoma en 1956, fusionándose nuevamente a la RSFSR. En octubre de 1944 la Unión Soviética se anexionó la República de Tannu Tuvá, Estado independiente de Asia central, que pasó a constituirse como un Óblast autónomo dentro de la RSFSR. Entre julio de 1956 y en septiembre de 1991, hubo 15 repúblicas de la unión (véase el mapa).
El 16 de noviembre de 1988, el Sóviet Supremo de la RSS de Estonia aprobó la declaración de soberanía Estonia que reafirmó la soberanía de Estonia y declaró la supremacía de las leyes de Estonia sobre las de la Unión Soviética. En marzo de 1990, el recién elegido Sóviet Supremo de la RSS de Lituania declaró su independencia, que fue seguida por el Sóviet Supremo de Georgia en abril de 1991. Aunque el derecho simbólico de las repúblicas de separarse fue nominalmente garantizado por la Constitución y el Tratado de la Unión, las autoridades soviéticas se negaron a reconocerlo en un principio. Después del intento de golpe de Estado de agosto, la mayoría de las otras repúblicas siguieron el ejemplo. Finalmente, la Unión Soviética reconoció la secesión de Estonia, Letonia y Lituania el 6 de septiembre de 1991. Las repúblicas restantes fueron reconocidas como independientes con la disolución final de la Unión Soviética en diciembre de 1991.
A continuación se enumeran todos los cambios importantes en la organización administrativo-territorial de la Unión de Repúblicas Socialistas Soviéticas en orden cronológico;

## Evolución territorial

### Década de 1910
| Fecha                   | Acontecimiento                                                                                    | Descripción |
| 7 de noviembre de 1917  | Creación de la República Soviética de Rusia                                                       | Tras la Revolución de Octubre, se creó la República Soviética de Rusia, con capital en Petrogrado. |
| 20 de noviembre de 1917 | Creación de la República Popular Ucraniana                                                        | Se creó la República Popular Ucraniana, con capital en Kiev, como una república constituyente de la República Rusa. |
| 12 de diciembre de 1917 | Creación de la República Popular Ucraniana de los Sóviets                                         | Se creó la República Popular Ucraniana de los Sóviets, con capital en Járkov, como una república constituyente de la República Soviética de Rusia. |
| 18 de diciembre de 1917 | Declaración de independencia de Finlandia                                                         | La Rusia Soviética reconoce la independencia de Finlandia, con capital en Helsinki, creada a partir de la antigua Gobernación General de Finlandia. |
| 3 de marzo de 1918      | Firma del Tratado de Brest-Litovsk                                                                | Como resultado de la firma del Tratado de Brest Litovsk entre la República Soviética de Rusia y el Imperio alemán, los territorios de Polonia, los países bálticos, y las partes occidentales de Bielorrusia y Ucrania fueron ocupadas por los alemanes. |
| 12 de marzo de 1918     | Traslado de la capital de Rusia de Petrogrado a Moscú                                             | Moscú fue designada como la capital de la República Socialista Federativa Soviética de Rusia, en lugar de Petrogrado. |
| 30 de abril de 1918     | Creación de la República Autónoma Socialista Soviética del Turquestán                             | Se creó la República Autónoma Socialista Soviética del Turquestán, con capital en Taskent, como una república autónoma dentro de la RSFS de Rusia. |
| 1 de noviembre de 1918  | Creación de laRepública Popular de Ucrania Occidental                                             | Se creó la República Popular de Ucrania Occidental, con capital en Lvov, a partir de la parte ucraniana de Galitzia. |
| 11 de noviembre de 1918 | Declaración de independencia de Polonia                                                           | Se independiza la República de Polonia, con capital en Varsovia, creada a partir de la antigua Gobernación General de Varsovia. |
| 1 de enero de 1919      | Creación de la República Soviética Socialista de Bielorrusia                                      | Se creó la República Soviética Socialista de Bielorrusia, con capital en Smolensk, como una república constituyente de la RSFS de Rusia. |
| 5 de enero de 1919      | Transferencia de la capital de la RSSB                                                            | Minsk fue designada como la capital de la República Soviética Socialista de Bielorrusia, en lugar de Smolensk. |
| 7 de enero de 1919      |                                                                                                   | La República Soviética de Ucrania pasó a formar parte de la RSFS de Rusia como una república constituyente. |
| 22 de enero de 1919     |                                                                                                   | Unificación de los territorios de la República Popular de Ucrania Occidental con la República Popular Ucraniana. |
| 27 de febrero de 1919   | Creación de la República Socialista Soviética Lituano-Bielorrusa                                  | Se creó la República Socialista Soviética Lituano-Bielorrusa, con capital en Vilna, que aún no había sido ocupado por las tropas intervencionistas alemanas.                                                                                             |
| 20 de abril de 1919     |                                                                                                   | Minsk fue designada nuevamente como la capital de la RSS Lituano-Bielorrusa, en lugar de Vilna. |
| 5 de mayo de 1919       | Creación de la República Soviética Socialista de Besarabia                                        | Se creó la República Soviética Socialista de Besarabia, con capital en Odesa. |
| 2 de agosto de 1919     |                                                                                                   | Tiráspol fue designada como la capital de la República Soviética Socialista de Besarabia, en lugar de Odesa. |
| 8 de agosto de 1919     |                                                                                                   | Smolensk fue designada como la capital de la República Soviética Socialista de Bielorrusia, en lugar de Minsk. |
| septiembre de 1919      |                                                                                                   | La RSS de Besarabia es disuelta y ocupada por tropas intervencionistas de la Potencias Centrales. |
| 6 de abril de 1920      | Creación de la República Autónoma Socialista Soviética del Turquestán                             | Se creó la República del Extremo Oriente, con capital en Verjneúdinsk. |
| 20 de abril de 1920     | Creación de la República Socialista Soviética de Azerbaiyán                                       | Se creó la República Socialista Soviética de Azerbaiyán, con capital en Bakú, como una república constituyente de la RSFS de Rusia. |
| 6 de junio de 1920      | Abolición de la RSS Lituano-Bielorrusa                                                            | Debido a la ocupación del territorio por interventores polacos y alemanes, la República Socialista Soviética de Lituania y Bielorrusia fue liquidada. |
| 26 de julio de 1920     | Creación de la República Autónoma Socialista Soviética de Kirguistán                              | Se creó la RASS de Kirguistán (posteriormente renombrada como RASS de Kazajistán), con capital en Oremburgo, como una república autónoma dentro de la RSFS de Rusia.                                                                                     |
| 31 de julio de 1920     |                                                                                                   | Se restableció la RSS de Bielorrusia, con capital en Minsk. |
| 8 de octubre de 1920    | Creación de la República Popular Soviética de Corasmia y la República Popular Soviética de Bujará | Se creó la República Popular Soviética de Corasmia, con capital en Jiva, en el territorio del antiguo Kanato de Jiva, y la República Popular Soviética de Bujará, con capital en Bujará, en el territorio del antiguo Emirato de Bujará.                 |
| 12 de octubre de 1920   |                                                                                                   | Se firmó un armisticio entre la RSFSR y Polonia, en el que partes de la RSS de Bielorrusia y de la RSS de Ucrania quedaron bajo dominio polaco. |
| 29 de noviembre de 1920 | Creación de la República Socialista Soviética de Armenia                                          | Se creó la República Socialista Soviética de Armenia, con capital en Ereván, como una república constituyente de la RSFS de Rusia. |
| 9 de febrero de 1921    | Creación de la República Socialista Soviética de Georgia                                          | Se creó la República Socialista Soviética de Georgia, con capital en Tiflis, como una república constituyente de la RSFS de Rusia. |
| 4 de marzo de 1921      | Creación de la República Socialista Soviética de Abjasia                                          | Se creó la República Socialista Soviética de Abjasia, con capital en Sujumi, como una república constituyente de la RSFS de Rusia. |
| 18 de marzo de 1921     | Paz de Riga                                                                                       | Entró en vigor el Tratado de Paz de Riga, entre la RSFSR y Polonia, con el cual Ucrania Occidental y Bielorrusia Occidental pasaron a formar parte de Polonia.                                                                                           |
| 18 de marzo de 1921     | Creación de la República Socialista Soviética de Ayaria                                           | Se creó la República Socialista Soviética de Ayaria, con capital en Batumi. |
| 16 de diciembre de 1921 |                                                                                                   | La República Socialista Soviética de Abjasia pasó a formar parte de la República Socialista Soviética de Georgia como una república autónoma. |

### Década de 1920
| Fecha                   | Acontecimiento                                                                                                  | Descripción |
| 12 de marzo de 1922     | Creación de la República Socialista Federativa Soviética de Transcaucasia                                       | Se creó la República Socialista Federativa Soviética de Transcaucasia, con capital en Tiflis, constituida internamente por la RSS de Georgia, la RSS de Armenia y la RSS de Azerbaiyán. |
| 20 de abril de 1922     | Creación de la República Autónoma Socialista Soviética de Osetia del Sur                                        | Se creó la RASS de Osetia del Sur, con capital en Tsjinvali, como una república autónoma dentro de la RSS de Georgia. |
| 15 de noviembre de 1922 | | La República del Extremo Oriente pasó a formar parte de la RSFS de Rusia. |
| 30 de diciembre de 1922 | Fundación de la Unión de Repúblicas Socialistas Soviéticas                                                      | Se fundó la Unión de Repúblicas Socialistas Soviéticas, comprendida por la República Socialista Federativa Soviética de Rusia, la República Socialista Federativa Soviética de Transcaucasia, la República Socialista Soviética de Ucrania y la República Socialista Soviética de Bielorrusia. |
| 7 de julio de 1923      | Creación del Óblast Autónomo de Nagorno Karabaj                                                                 | Se creó el OA de Nagorno Karabaj, con capital en Susha, como un óblast autónomo de la RSS de Georgia. |
| 20 de octubre de 1923   | | La República Popular Soviética de Corasmia fue renombrada como "República Socialista Soviética de Corasmia". |
| 9 de febrero de 1924    | Creación de la República Autónoma Socialista Soviética de Najicheván                                            | Se creó la RASS de Najicheván, con capital en Najicheván, como una república autónoma de la RSS de Azerbaiyán. |
| 12 de octubre de 1924   | Creación de la República Autónoma Socialista Soviética de Moldavia                                              | Se creó la RASS de Moldavia, con capital en Balta, como una república autónoma de la RSS de Ucrania. |
| 14 de octubre de 1924   | Creación del Óblast Autónomo Kara-Kirguís y la República Autónoma Socialista Soviética de Tayikistán            | Se crearon el OA Kara-Kirguís, con capital en Piskek, como un óblast autónomo de la RSFS de Rusia, a partir de los óblasts de Jetisuy, Sir Daria, Samarcanda y Ferganá, y la RASS de Tayiksitán, con capital en Dusambé, a partir de partes de la RSS de Bujará y de partes los óblasts Dzeitsu y Amur Daria de la RASS del Turquestán. |
| 27 de octubre de 1924   | Creación de la República Socialista Soviética de Uzbekistán y la República Socialista Soviética de Turkmenistán | Se crearon la RSS de Uzbekistán, con capital en Samarcanda, a partir de los óblasts de Samarcanda, Ferganá y Sir Daria (de la RASS del Turquestán) y de las partes orientales de las RSS de Bujará y Corasmia, y la RSS de Turkmenistán, con capital en Poltoratsk, a partir de las secciones occidentales de las RSS de Bujará y Corasmia, así como el Óblast Autónomo Turcomano (de la RASS del Turquestán). El resto de la RASS del Turquestán pasó a formar parte de la RASS de Kazajistán. |
| 2 de enero de 1925      | Creación del Óblast Autónomo de Gorno Badajshán                                                                 | Se creó el OA de Gorno Badajshán, con capital en Jorug, como un óblast autónomo de la RASS de Tayikistán. |
| 16 de febrero de 1925   | Creación del Óblast Autónomo de Karakalpakia                                                                    | Se creó el OA de Karakalpakia, con capital en Chimbay, como un óblast autónomo de la RASS de Kazajistán. |
| Febrero de 1925         | | Kizil-Orda fue designada como la capital de la República Autónoma Soviética Socialista de Kazajistán, en lugar de Oremburgo. |
| 15 de mayo de 1925      | | El Óblast Autónomo Kara-Kirguís fue renombrado como "Óblast Autónomo Kirguís". |
| 1 de febrero de 1926    | Creación de la República Autónoma Socialista Soviética de Kirguistán                                            | Se creó la RASS de Kirguistán, con capital en Piskek, como una república autónoma de la RSFS de Rusia. |
| 15 de agosto de 1928    | | Tiráspol fue designada como la capital de la República Autónoma Soviética Socialista de Moldavia, en lugar de Balta. |
| 5 de diciembre de 1929  | Creación de la República Socialista Soviética de Tayikistán                                                     | Se creó la RSS de Tayikistán, con capital en Stalinabad, a partir de la RASS de Tayikistán. |

### Década de 1930
| Fecha                    | Acontecimiento                                                                                   | Descripción |
| 17 de abril de 1930      | Creación de la República Autónoma Socialista Soviética de Abjasia                                | La República Socialista Soviética de Abjasia fue degradada a república autónoma y transformada en la RASS de Abjasia, como parte de la RSS de Georgia. |
| 20 de julio de 1930      |                                                                                                  | El Óblast Autónomo de Karakalpakia fue retirado de la RASS de Kazajistán y puesto directamente bajo la RSFS de Rusia. |
| 1930                     |                                                                                                  | Taskent fue designada como la capital de la República Soviética Socialista de Uzbekistán, en lugar de Samarcanda. |
| 10 de marzo de 1932      |                                                                                                  | Se crearon 10 óblasts dentro de la RASS de Kazajistán; Aktobé, Alma-Ata, Kazajistán Occidental, Karagandá, Kazajistán Meridional y Kazajistán Oriental. |
| 20 de marzo de 1932      | Creación de la República Autónoma Socialista Soviética de Karakalpakia                           | Se creó la RASS de Karakalpakia, con capital en Nukus, a partir del Óblast Autónomo de Karakalpakia, y fue transferido de la RSFS de Rusia a la RSS de Uzbekistán. |
| 29 de julio de 1936      |                                                                                                  | Se crearon los óblasts de Kustanái y Kazajistán Septentrional dentro la RASS de Kazajistán. |
| 5 de diciembre de 1936   | Abolición de la RSFS de Transcaucasia, y creación de la RSS de Kazajistán y la RSS de Kirguistán | Tras la adopción de la Constitución de 1936 se realizó una reforma territorial, donde la República Socialista Federativa Soviética de Transcaucasia fue abolida, subordinando a las RSS de Armenia, Azerbaiyán y Georgia directamente a la URSS, mientras que la RASS de Osetia del Sur fue degradada a un Óblast Autónomo. También se crearon la República Socialista Soviética de Kazajistán, a partir de la RASS de Kazajistán; y la República Socialista Soviética de Kirguistán, a partir de la RASS de Kirguistán. |
| 15 de enero de 1938      |                                                                                                  | Se crearon varios óblasts dentro de algunas repúblicas; 5 en la RSS de Bielorrusia, Vítebsk, Gómel, Minsk, Moguilev y Polesia; 5 en la RSS de Uzbekistán, Bujará, Samarcanda, Taskent, Ferganá y Corasmia; y 3 en la RSS de Kazajistán, Guriyev, Kizil-Orda y Pavlodar. |
| 28 de septiembre de 1939 | Anexión de Ucrania Occidental y Anexión de Bielorrusia Occidental                                | Tras la invasión soviética de Polonia planificada por el Pacto Ribbentrop-Mólotov, fueron incorporados a la URSS los territorios polacos orientales, transformados en los óblasts de Ternópil, Stanislav, Rovno, Volinia, Lvov, Brest, Grodno, Bielastok, Drogóbich y Vilna. |
| 10 de octubre de 1939    | Cesión de Vilna a Lituania                                                                       | El territorio del antiguo Voivodato de Wilno fue cedido a Lituania. |
| 14 de octubre de 1939    |                                                                                                  | Se crearon 3 óblasts dentro de la RSS de Kazajistán; Akmolá, Semipalatinsk y Zhambyl. |
| 27 de octubre de 1939    |                                                                                                  | Se crearon 4 óblasts dentro de la RSS de Tayikistán; Garm, Kuliab, Leninabad y Stalinabad. |
| 21 de noviembre de 1939  |                                                                                                  | Se crearon varios óblasts dentro de algunas repúblicas; 4 en la RSS de Kirguistán, Jalal-Abad, Issyk-Kul, Osh, Tien-Shan y Frunze; y 5 en la RSS de Turkmenistán, Asjabad, Krasnovodsk, Mari, Tashauz y Chardzhou. |
| 4 de diciembre de 1939   |                                                                                                  | Se crearon 3 óblasts dentro de la RSS de Bielorrusia; Baránovichi, Vítebsk, y Pinsk. |

### Década de 1940
| Fecha                    | Acontecimiento                                                        | Descripción |
| 12 de marzo de 1940      | Tratado de Paz de Moscú                                               | Tras el fin de la Guerra de Invierno, Finlandia cedió a la Unión Soviética todo el Istmo de Carelia, la costa noroeste del lago de Ládoga, parte de Salla y la Península de Hanko. |
| 31 de marzo de 1940      | Creación de la República Socialista Soviética Carelo-Finesa           | Se creó la RSS Carelo Finesa, con capital en Petrozadovsk, a partir de la República Autónoma Socialista Soviética de Carelia y de los territorios recién anexados a Finlandia de Salla y la parte de Carelia al oeste del Ládoga.                                                           |
| 21 de julio de 1940      | Creación de la RSS de Estonia, la RSS de Letonia y la RSS de Lituania | Se crearon la República Socialista Soviética de Estonia, con capital en Tallin, la República Socialista Soviética de Letonia, con capital en Riga, y la República Socialista Soviética de Lituania, con capital en Vilna; a partir de los estados bálticos con apoyo de la Unión Soviética. |
| 2 de agosto de 1940      | Creación de la República Socialista Soviética de Moldavia             | Tras la anexión de Besarabia y el norte de Bucovina a la Unión Soviética, se creó la República Socialista Soviética de Moldavia, con capital en Chisináu, a partir de los territorios incorporados y de la antigua RASS de Moldavia.                                                        |
| 3 de agosto de 1940      | Anexión de Lituania a la Unión Soviética                              | La República Socialista Soviética de Lituania pasó a formar parte de la URSS. |
| 5 de agosto de 1940      | Anexión de Letonia a la Unión Soviética                               | La República Socialista Soviética de Letonia pasó a formar parte de la URSS. |
| 6 de agosto de 1940      | Anexión de Estonia a la Unión Soviética                               | La República Socialista Soviética de Estonia pasó a formar parte de la URSS. |
| 6 de marzo de 1941       |                                                                       | Se crearon 3 óblasts dentro de la RSS de Uzbekistán; Andiján, Namangán y Surjandaria. |
| 20 de enero de 1943      |                                                                       | Se creó el óblast de Kashka Daria dentro de la RSS de Uzbekistán. |
| 12 de octubre de 1943    |                                                                       | Se abolió el Óblast Autónomo Karachái, dividiendo su territorio entre el Krai de Stávropol y el Óblast autónomo Cherkeso (de la RSFS de Rusia), y el raión de Klujorski (de la RSS de Georgia).                                                                                             |
| 29 de diciembre de 1943  |                                                                       | Se creó el óblast de Kerki dentro de la RSS de Turkmenistán. |
| 7 de enero de 1944       |                                                                       | Se creó el óblast de Kurgán-Tyube dentro de la RSS de Tayikistán. |
| 16 de marzo de 1944      |                                                                       | Se crearon 2 óblasts dentro de la RSS de Kazajistán; Kokchetau y Taldy-Kurgán. |
| 22 de junio de 1944      |                                                                       | Se creó el óblast de Talas dentro de la RSS de Kirguistán. |
| 19 de septiembre de 1944 | Armisticio de Moscú                                                   | Tras el tratado de paz entre la Unión Soviética y Finlandia con el que finalizó la Guerra de Continuación, Finlandia cedió a la Unión Soviética la región de Péchenga. |
| 20 de septiembre de 1944 |                                                                       | Se crearon 3 óblasts dentro de la RSS de Bielorrusia; Bobruisk, Grodno y Pólatsk, el óblast de Vileika fue renombrado como Molodechno y el óblast de Bielostok fue devuelto a Polonia. |
| 11 de octubre de 1944    | Anexión de Tannu Tuvá y creación del OA Tuvano                        | Se creó el Óblast autónomo Tuvano, con capital en Kizil, tras la anexión de la República Popular de Tuvá por la Unión Soviética. |
| 19 de enero de 1945      |                                                                       | Se creó el óblast de Ura-Tyube dentro de la RSS de Tayikistán. |
| 29 de junio de 1945      | Anexión de la Rutenia subcarpática                                    | Se creó el óblast de Transcarpacia, con capital en Úzhgorod, a partir de la Rutenia subcarpática, perteneciente a Checoslovaquia y ocupada temporalmente por Hungría, cedida a la URSS tras un acuerdo entre la Unión Soviética y Checoslovaquia.                                           |
| 16 de agosto de 1945     | Acuerdo fronterizo polaco-soviético de agosto de 1945                 | Se devolvió la mayoría del óblast de Bielostok a Polonia, tras un acuerdo fronterizo entre la Unión Soviética y la República Popular de Polonia con la delimitación de la frontera soviético-polaca de acuerdo a la Línea Curzon.                                                           |
| 2 de febrero de 1946     |                                                                       | Se creó el óblast de Sajalín del Sur, a partir de la Isla de Sajalín, anexada tras la victoria de la Unión Soviética en la Guerra soviético-japonesa. |
| 2 de febrero de 1946     | Reparto polaco-soviético de Prusia Oriental                           | Se creó el óblast de Kaliningrado, a partir de la mitad norte de la provincia alemana de Prusia Oriental anexionada por la Unión Soviética. |
| 23 de enero de 1947      |                                                                       | Se abolieron algunos óblasts dentro de algunas repúblicas; 2 en la RSS de Tayikistán, Kurgán-Tyube y Ura-Tybe; y 2 en la RSS de Turkmenistán, Kerki y Krasnovodsk. |
| 3 de febrero de 1947     |                                                                       | Finlandia cedió a la Unión Soviética el territorio cercano a la central hidroeléctrica de Janiskoski y su presa. |

### Década de 1950
| Fecha                  | Acontecimiento                                   | Descripción |
| 20 de junio de 1950    |                                                  | Se crearon 4 óblasts dentro de la RSS de Lituania; Vilna, Kaunas, Klaipeda y Šiauliai. |
| 31 de marzo de 1951    | Intercambio territorial polaco-soviético de 1951 | Las ciudades de Sheptitski, Belz, Úgnov y Variázh fueron anexadas a la Unión Soviética tras un intercambio de territorios entre la URSS y Polonia.                                                                |
| 10 de abril de 1951    |                                                  | Se abolió el óblast de Stalinabad de la RSS de Tayikistán, pasando sus distritos a estar subordinados directamente a la república.                                                                                |
| 3 de junio de 1951     |                                                  | La ciudad de Ustrýky-Dolíshni fue cedida a Polonia. |
| 5 de noviembre de 1951 |                                                  | Se crearon 2 óblasts dentro de la RSS de Georgia; Tiflis y Kutaisi. |
| 3 de abril de 1952     |                                                  | Se crearon 2 óblasts dentro de la RSS de Azerbaiyán; Bakú y Ganya. |
| 4 de abril de 1952     |                                                  | Se volvió a crear el óblast de Krasnovodsk en la RSS de Turkmenistán. |
| 8 de abril de 1952     |                                                  | Se crearon 3 óblasts dentro de la RSS de Letonia; Daugavpils, Liepāja y Riga. |
| 10 de mayo de 1952     |                                                  | Se crearon 3 óblasts dentro de la RSS de Estonia; Pärnu, Tallin y Tartu. |
| 23 de abril de 1953    |                                                  | Se abolieron algunos óblasts dentro de algunas repúblicas; 2 de la RSS de Georgia, Kurgán-Tiflis y Kutaisi; y 2 de la RSS de Azerbaiyán, Bakú y Ganya.                                                            |
| 25 de abril de 1953    |                                                  | Se abolieron los óblasts de Daugavpils, Liepāja y Riga, de la RSS de Letonia. |
| 28 de abril de 1953    |                                                  | Se abolieron los óblasts de Pärnu, Tallin y Tartu, de la RSS de Estonia. |
| 28 de mayo de 1953     |                                                  | Se abolieron los óblasts de Vilna, Kaunas, Klaipeda y Šiauliai, de la RSS de Lituania. |
| 8 de enero de 1954     |                                                  | Se crearon 4 óblasts de la RSS de Bielorrusia; Baránovichi, Bobruisk, Polesia y Pólatsk. |
| 24 de agosto de 1954   |                                                  | Se abolieron 2 óblasts de la RSS de Tayikistán; Garm y Kuliab. |
| 9 de diciembre de 1954 |                                                  | Se abolió el óblast de Krasnovodsk de la RSS de Turkmenistán, pasando su territorio a ser parte del óblast de Asjabad.                                                                                            |
| 18 de enero de 1956    |                                                  | Se abolió el óblast de Talas de la RSS de Kirguistán, pasando su territorio a ser parte del óblast de Frunze. |
| 16 de julio de 1956    |                                                  | La República Socialista Soviética Carelo-Finesa fue degradada a república autónoma y transformada nuevamente en la RASS de Carelia, como parte de la RSFS de Rusia.                                               |
| 27 de enero de 1959    |                                                  | Se abolieron 4 óblasts de la RSS de Kirguistán; Jalal-Abad, Kuliab (que pasaron a formar parte del óblast de Osh), Issyk-Kul y Frunze (cuyos distritos pasaron a estar subordinados directamente a la república). |
| 21 de mayo de 1959     |                                                  | Se abolió el óblast de Drogóbich de la RSS de Ucrania, pasando su territorio a ser parte del óblast de Lvov. |
| 25 de mayo de 1959     |                                                  | Se abolió el óblast de Asjabad de la RSS de Turkmenistán, pasando sus distritos a estar subordinados directamente a la república.                                                                                 |
| 6 de junio de 1959     |                                                  | Se abolió el óblast de Taldy-Kurgán de la RSS de Kazajistán, pasando su territorio a ser parte del óblast de Alma-Ata.                                                                                            |

### Década de 1960
| Fecha                   | Acontecimiento | Descripción |
| 20 de enero de 1960     |                | Se abolió el óblast de Molodechno de la RSS de Bielorrusia, pasando su territorio a ser parte de los óblasts de Vítebsk, Grodno y Minsk.                                                     |
| 25 de enero de 1960     |                | Se abolieron 2 óblasts de la RSS de Uzbekistán; Kashka Daria (que pasó a formar parte del óblast de Surjan Daria), y Namangán (que pasó a formar parte de los óblasts de Andiján y Ferganá). |
| 26 de diciembre de 1960 |                | Se creó el krai de Tsélinni dentro de la RSS de Kazajistán, como parte de la Campaña de las Tierras Vírgenes.                                                                                |
| 20 de marzo de 1961     |                | La ciudad de Tsélinni fue renombrada como Tselinogrado. |
| 24 de abril de 1961     |                | La ciudad de Stalinabad (capital de la RSS de Tayikistán) fue renombrada como Dusambé, y la ciudad de Staliniri (capital del OA de Osetia del Sur) fue renombrada como Tsjinvali.            |
| 28 de marzo de 1962     |                | Se abolió el óblast de Leninabad de la RSS de Tayikistán, pasando sus distritos a estar subordinados directamente a la república.                                                            |
| 3 de mayo de 1962       |                | Se crearon 2 óblasts dentro de la RSS de Kazajistán; Kazajistán Occidental y Kazajistán Meridional.                                                                                          |
| 30 de diciembre de 1962 |                | Se abolió el óblast de Tien-Shan de la RSS de Kirguistán, pasando sus a estar subordinados directamente a la república.                                                                      |
| 10 de enero de 1963     |                | Se abolieron 3 óblasts de la RSS de Turkmenistán; Mari, Tashauz y Chardzhou. |
| 16 de febrero de 1963   |                | Se creó el óblast de Sir Daria dentro de la RSS de Uzbekistán. |
| 7 de febrero de 1964    |                | Se volvió a crear el óblast de Kashka Daria dentro de la RSS de Uzbekistán. |
| 1 de diciembre de 1964  |                | Se abolieron 2 óblasts de la RSS de Kazajistán; Kazajistán Occidental y Kazajistán Meridional.                                                                                               |
| 19 de octubre de 1965   |                | Se abolió el óblast de Tselinogrado de la RSS de Kazajistán. |
| 18 de diciembre de 1967 |                | Se volvió a crear el óblast de Namangán en la RSS de Uzbekistán |
| 23 de diciembre de 1967 |                | Se volvió a crear el óblast de Taldy-Kurgán de la RSS de Kazajistán. |

### Década de 1970
| Fecha                   | Acontecimiento | Descripción |
| 23 de noviembre de 1973 |                | Se creó el óblast de Turgay dentro de la RSS de Kazajistán a partir del óblast de Kostanay y el krai de Tselinogrado. |
| 11 de diciembre de 1973 |                | |
| 26 de diciembre de 1960 |                | |
| 20 de marzo de 1961     |                | |